# Mika

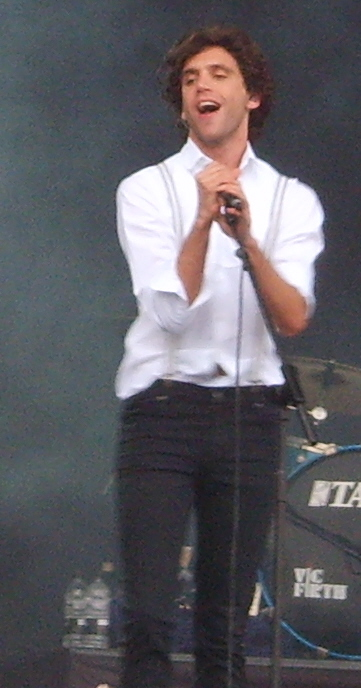
Mika

Mika [ˈmikə] (născut Mica Penniman, 18 august 1983, Beirut) este un interpret britanic de muzică pop. A fost jurat la ediția a treia a concursului de talent Vocea Frantei.

## Life In Cartoon Motion
Melodiile de pe albumul Life In Cartoon Motions din anul 2007 sunt:
1. Grace Kelly
2. My Interpretation
3. Love Today
4. Relax, Take It Easy
5. Any Other World
6. Billy Brown
7. Big Girl, You Are Beautiful
8. Stuck In The Middle
9. Happy Ending
10. Ring Ring [Bonus Track]
11. Over My Shoulder [Hidden Track]